# Tullia Ljungh
Tullia Julia Ljungh, född Centerwall 30 maj 1875 i Söderhamn, död 16 september 1963 i Lund, var en svensk författare.
Ljungh, som var dotter till rektor Julius Centerwall och syster till Julia af Burén, var gift med ingenjör Hjalmar Ljungh (son till trafikinspektör Hjalmar Ljungh) och mor till textillärare Dagny Arbman och ingenjör Erland Ljungh. Hon var senare verksam som lärare i Stockholm och skrev Elin Salomonia. Berättelse från Visingsö på 1600-talet (med illustrationer av Erland Ljungh, Jönköping 1938) och I mörko lande. Några blad ur en kvinnas livsöde under häxprocessernas tid (Stockholm 1944), vilken handlar om den för trolldom anklagade prästfrun Katarina Bure i Gävle. Ljungh är gravsatt på Norra begravningsplatsen i Stockholm.